# 테사 러드윅

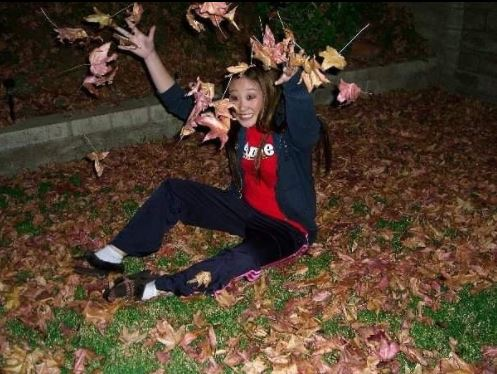

테사 러드윅(Tessa Ludwick, 1988년 10월 5일 ~ )은 미국의 배우, 연극 배우, 텔레비전 배우, 영화배우이다.
서울특별시에서 태어났다.

## 영화
- 13살의 반란 (2003년)
- 제페토 (2000년)